# Luis Corrêa de Jesus
Luis „Luizão“ Corrêa de Jesus (* 7. Juni 1973 in Manaus) ist ein ehemaliger brasilianischer Beachvolleyballspieler.

## Karriere
Mit Dennys bestritt Luizão mehrere FIVB World Tour#Open. Ihr bestes Ergebnis erreichten sie jedoch mit der Finalteilnahme beim Challenger in Lausanne. In den folgenden Spielzeiten trat der in Manaus geborene Sportler mit verschiedenen Partnern an. Beachtenswerte Resultate sprangen jedoch erst bei zwei Veranstaltungen 2003 mit Paulo Emilio heraus. Zunächst gewannen die beiden Brasilianer die Silbermedaille bei den Panamerikanischen Spielen in Santo Domingo. Kurz danach besiegten sie der zweiten Qualifikationsrunde des Los Angeles Grand Slam das deutsche Beachduo Ahmann / Hager und anschließend im Pool H den späteren Weltmeister und Olympiasieger Todd Rogers mit seinem damaligen Partner Sean Scott. Aus den folgenden beiden Jahren sind noch ein geteilter siebzehnter Rang bei den Stavanger Open 2004 an der Seite von Harley Marques sowie eine Finalteilnahme und ein Sieg bei Challenger-Events  2005 mit Alex Acco erwähnenswert.
2006 wurde das beste Jahr in der Karriere von Luis Corrêa. Gemeinsam mit Nalbert Bitencourt wurde er siebter bei den Open in Espinho und Vitória sowie neunter in Stare Jablonki. Beim Grand Slam in Paris belegten die beiden den geteilten siebzehnten Platz. In Frankreich gelang ihnen auch ihr größter gemeinsamer Erfolg, als sie in Marseille erst im Halbfinale scheiterten. Besonders bemerkenswert dabei ist die Tatsache, dass sie sich wegen der Übermacht der brasilianischen Teams bei der Tour dieses Jahres nicht nur in Portugal und in der französischen Hafenstadt durch die Country Quota und die Qualifikation kämpfen mussten, um überhaupt das Hauptfeld zu erreichen. Bei den Grand Slams in Gstaad, Stavanger und Klagenfurt, um nur einige zu nennen, scheiterten Corrêa / Bitencourt in der Vorausscheidung für die südamerikanischen Duos, die notwendig war, weil die FIVB mit Ausnahme der Heimveranstaltungen nur vier Beachpaare pro Nation im Hauptwettbewerb der Turniere zuließ.
In den beiden folgenden Spielzeiten erreichte Luizão mit Hevaldo 2007 sowie Klepper ein Jahr später noch siebzehnte Ränge bei Open in Zagreb und Guaruja sowie mit Letztgenannten einen weiteren Challenger Sieg in Chennai. Nach neun Jahren Pause trat Luizão Corrêa noch einmal mit Márcio Araújo bei einem nationalen Event in João Pessoa an und beendete anschließend seine Karriere.